# Tappanella
Tappanella es un género de foraminífero bentónico de la Subfamilia Glandulininae, de la Familia Glandulinidae, de la Superfamilia Polymorphinoidea, del Suborden Lagenina y del Orden Lagenida. Su especie-tipo es Tappanella arctica. Su rango cronoestratigráfico abarca desde el Pleistoceno hasta la Actualidad.

## Discusión
Clasificaciones previas incluían Tappanella en la Superfamilia Nodosarioidea.

## Clasificación
Tappanella incluye a las siguientes especies:
- Tappanella arctica
- Tappanella glandula
- Tappanella jacksonensis
- Tappanella punctatocostata